# Vespasiano (nome)
Vespasiano  è un nome proprio di persona italiano maschile.

## Varianti
- Femminili: Vespasiana[2]

### Varianti in altre lingue
- Bulgaro: Веспасиан (Vespasian)
- Catalano: Vespasià[5]
- Croato: Vespazijan
- Francese: Vespasien[3]
- Inglese: Vespasian[3]
- Latino: Vespasianus[1][3]
- Lettone: Vespasiāns
- Lituano: Vespasianas
- Macedone: Веспазијан (Vespazijan)
- Olandese: Vespasianus
- Polacco: Wespazjan
- Portoghese: Vespasiano
- Rumeno: Vespasian
- Russo: Веспасиан (Vespasian)
- Serbo: Веспазијан (Vespazijan)
- Slovacco: Vespazián
- Sloveno: Vespazijan
- Spagnolo: Vespasiano[5]
- Tedesco: Vespasian
- Ucraino: Веспасіан (Vespasian)

## Origine e diffusione

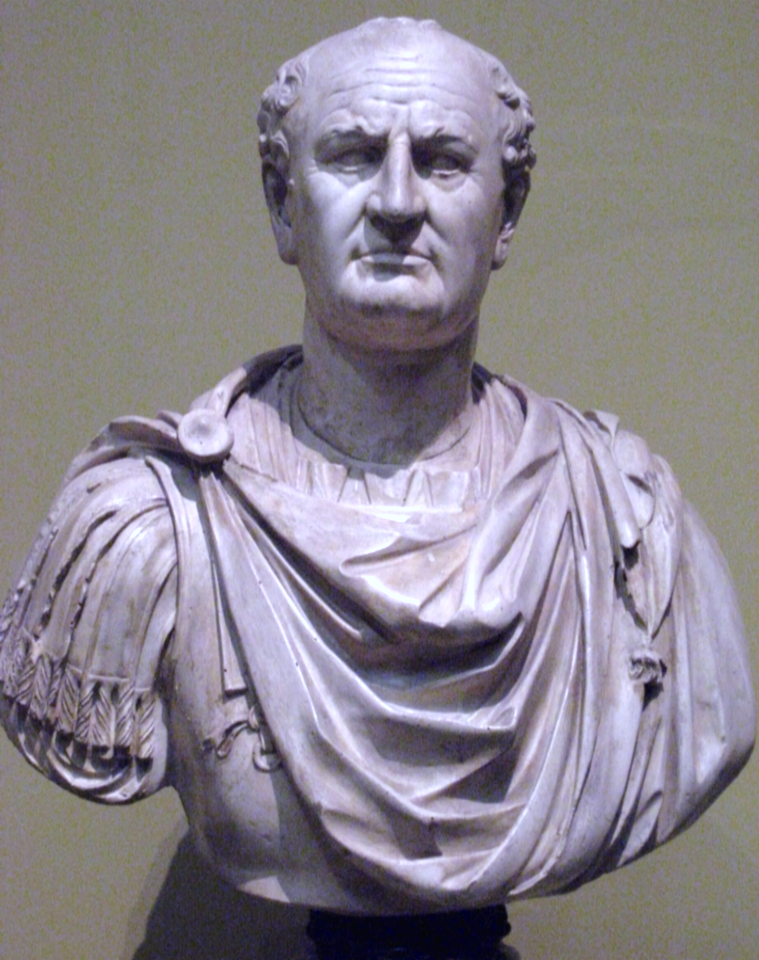
Busto di Vespasiano al Museo Puškin delle belle arti (copia di un originale del Louvre)

È il nome di Vespasiano, un noto imperatore romano che regno dopo Nerone, risanando l'impero; nel linguaggio comune un "vespasiano" è un orinatoio pubblico (un nome derivato da quello dell'imperatore stesso, che impose una tassa sui bagni pubblici), e ciò ha portato il nome ad avere scarsissima diffusione; per la metà è concentrato nel Lazio.
Etimologicamente, il nome è un patronimico latino di Vespasio, e significa quindi "figlio di Vespasio" o "discendente di Vespasio" (nonostante alcune fonti propongano connessioni con termini latini quali vesper, "ovest" e poi "sera", "calar del sole", quindi "nato di sera" o vespa, "vespa"); il gentilizio Vespasio (in latino Vespasius), che venne portato dalla madre di Vespasiano, Vespasia Polla, è di origine oscure, sabine o etrusche.

## Onomastico
L'onomastico ricorre il 4 maggio in memoria di san Vespasiano, martire con altri compagni sotto Diocleziano.

## Persone
- Tito Flavio Vespasiano, imperatore romano
- Vespasiano Anfiareo, letterato italiano
- Carlo Giuseppe Vespasiano Berio, presbitero, abate e bibliotecario italiano
- Vespasiano da Bisticci, scrittore, umanista e libraio italiano
- Vespasiano Genuino, scultore e monaco italiano
- Vespasiano Gonzaga, nobile italiano
- Vespasiano I Gonzaga, condottiero e mecenate italiano
- Tito Vespasiano Strozzi, poeta italiano
- Vespasiano Trigona, nobile e dirigente sportivo italiano

### Variante Wespazjan
- Wespazjan Kochowski, storico, filosofo e poeta polacco